# Bleiberger Knappenspiel
Das Bleiberger Knappenspiel ist ein Singspiel des österreichischen Schriftstellers Karl Leopold Schubert (1893–1983). Er verfasste es 1956. Bis 1997 wurde das im 20. Jahrhundert mehrfach überarbeitete Stück alljährlich in der Perscha-Zeche, dem Felsentheater im heutigen Schaubergwerk Terra Mystica, in Bad Bleiberg in Kärnten aufgeführt. 2017 kam es nach 20 Jahren Pause zu einer Neuinszenierung mit Liedern des Komponisten Gerd Schuller und Texten des Theatermachers Jörg Schlaminger.

## Inhalt
Das Bleiberger Knappenspiel handelt von den Ereignissen nach der Schlacht von Belgrad 1717 im Venezianisch-Österreichischen Türkenkrieg. An der Seite der kaiserlichen Truppen unter dem Kommando von Prinz Eugen von Savoyen kämpften damals auch Bleiberger Bergleute. Als Dank erhielten sie von ihm eine erbeutete osmanische Fahne, die heute im Museum des Schaubergwerks Terra Mystica aufbewahrt wird und als älteste Knappenfahne Europas gilt. Dieser Teil der Handlung ist historisch belegt.

Fiktiv ist der Teil des Stücks, in dem der Bleiberger Knappe Peter Mühlbacher als Dank für Prinz Eugen das Volkslied Prinz Eugen, der edle Ritter dichtet. In der Neufassung von 2017 wurde außerdem die im ursprünglichen Knappenspiel nur angedeutete Liebesgeschichte zwischen dem Bergmann und der Marketenderin Marei ausgebaut.

## Hintergrund
Die meisten männlichen Hauptrollen wurden in der Alt- wie in der Neuinszenierung von Mitgliedern des Männergesangsvereins MGV Morgensonne Kreuth aus Bad Bleiberg besetzt.
Organisiert wurde die Wiederaufführung nach 20 Jahren Pause 2017 vom Bergmännischen Kulturverein Bad Bleiberg, der sich bemüht, die Tradition der Knappen auch nach der 1993 erfolgten Schließung des Bergwerks fortzusetzen.
Die Bleiberger Knappenkultur zählt seit 2010 zum Immateriellen Kulturerbe in Österreich. In den entsprechenden Begründungen der zuständigen Österreichischen UNESCO-Kommission ist auch das Bleiberger Knappenspiel angeführt.